# Jethro Sumner
Jethro Exum Sumner (Condado de Nansemond, 1733 – Condado de Warren, 18 de março de 1785) foi um oficial militar sênior do Exército Continental durante a Guerra Revolucionária Americana. Nascido na antiga Colônia da Virgínia, o serviço militar de Sumner deu-se início na Guerra Franco-Indígena como membro das forças provinciais do estado. Após a conclusão desse conflito, mudou-se para o Condado de Bute, na Carolina do Norte, onde adquiriu uma grande área de terras e administrou uma taberna. Ele ocupou o cargo de xerife do condado de Bute, mas com a chegada da Revolução Americana, tornou-se um patriota  e foi eleito para o Congresso Provincial da Carolina do Norte.
Sumner foi escolhido oficial comandante do 3.º Regimento da Carolina do Norte da North Carolina Line, uma formação do Exército Continental, em 1776, e serviu tanto no teatro do sul quanto na Campanha de Filadélfia. Ele foi um dos cinco generais de brigada da Carolina do Norte, cargo que exerceu entre 1779 e 1783. Ele defendeu sua tropa com louvor nas batalhas de Stono Ferry e Eutaw Springs, mas crises recorrentes de problemas de saúde muitas vezes o obrigaram a se ausentar da batalha, optando por se recuperar em casa, embora continuasse recrutando novos soldados na Carolina do Norte. Devido a uma queda drástica no número de norte-carolinianos no Exército Continental, Sumner tornou-se general do estado, mas renunciou em protesto depois que o Conselho de Guerra concedeu o comando geral da milícia a William Smallwood, um general do Exército Continental de Maryland. No final da guerra em 1783, Sumner ajudou a criar o capítulo de Carolina do Norte da Sociedade de Cincinatti, e se tornou seu primeiro presidente. Ele morreu em 1785 com extensas propriedades e 35 escravos.

## Primeiros anos
Jethro Sumner nasceu no condado de Nansemond, na Virgínia, em 1733. Filho de Jethro e Margaret Sullivan Sumner, sua família já havia morado neste condado desde 1691.
Entre 1758 e 1761, durante a Guerra Franco-Indígena, atuou como tenente das Forças Armadas da Virgínia, na Pensilvânia, sob o comando de William Byrd III. Em 25 de novembro de 1758, Sumner participou da captura do Forte Duquesne. Posteriormente, foi escolhido comandante do Forte Bedford, na Pensilvânia, em 1760, além de tesoureiro das forças provinciais.
Depois que seu regimento foi dissolvido em 1761, ele voltou para casa no condado de Nansemond. Entre 1761 e 1764, mudou-se para o condado de Bute, na Carolina do Norte, e casou-se com Mary Hurst, do condado de Granville, com quem teve três filhos. Sua filha, Mary, casou-se com Thomas Blount que, posteriormente, ocupou vários mandatos legislativos na Câmara dos Representantes dos Estados Unidos.
No condado de Bute, Sumner gradualmente acumulou riqueza e prestígio. Ali ele era dono de uma grande propriedade, herdada da família de sua esposa, e também possuía e possivelmente administrava uma taverna em um terreno que alugou por 36 libras esterlinas anualmente. A influência da taverna estabeleceu-o como um dos líderes da comunidade. Como muitos antigos moradores da Virgínia cruzaram a fronteira para a Carolina do Norte durante a era colonial, é provável que Sumner tenha mantido laços comerciais estreitos com a província onde nasceu. Entre 1772 e 1776, ele ocupou o cargo de xerife, renunciando quando se tornou um oficial durante a Guerra Revolucionária Americana.

## Guerra Revolucionária Americana

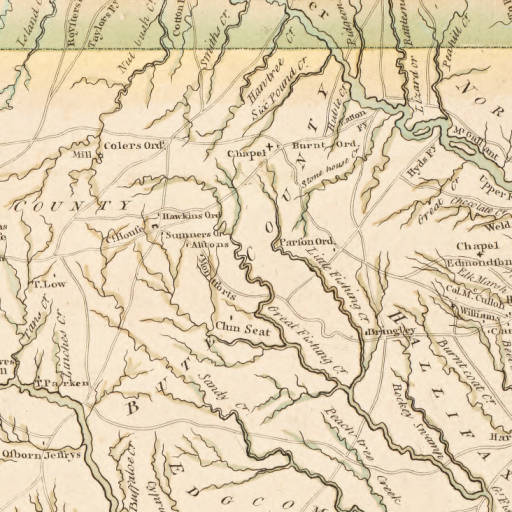
Uma parte do mapa de John Collet, de 1770, na Carolina do Norte, representando os arredores do Condado de Bute

Sumner era ativo nos protestos e política pré-Revolução, pois acreditava que uma separação da Grã-Bretanha era inevitável. Ele era crítico de William Tryon, governador lealista até 1771, e defensor dos direitos dos colonos contra os oficiais e coletores de impostos da Coroa. Mas somente em 1775, quando foi eleito delegado para o Terceiro Congresso Provincial, representando o condado de Bute entre agosto e setembro,  Sumner expressou-se abertamente pela causa Patriota. O Congresso rejeitou a autoridade do governador lealista Josiah Martin, que havia deixado a Carolina do Norte, e praticamente declarou guerra, aprovando uma legislação para mobilizar forças de milícia em todo o estado.
Para esse fim, a milícia foi organizada em seis distritos, entre eles, um próximo a cidade de Halifax, onde morava Sumner. Os soldados da milícia em todo o estado deveriam se alistar por períodos de seis meses. Sumner foi escolhido para ser major da milícia do distrito de Halifax e foi instruído a treinar seus homens para que estivessem preparados para um eventual conflito iminente. Em novembro de 1775, Sumner convocou sua tropa para o serviço militar e marchou para o norte, visando se juntar a Robert Howe na conquista (e posteriormente incendiada) de Norfolk, cidade independente da Virgínia.

### 1776: Teatro do Sul
Em 4 de abril de 1776, depois que a guerra revolucionária americana durou quase um ano em Massachusetts, o Congresso Provincial em Halifax escolheu Sumner para ser coronel e, portanto, oficial comandante do 3.º Regimento da Carolina do Norte.  Ele provavelmente participou da batalha de Charleston contra uma tentativa de invasão britânica em 1776, após se envolver nos planos cancelados do major-general, Charles Lee, de invadir a Flórida britânica. Durante os períodos de planejamento para a invasão da Flórida, Sumner discordou de Peter Muhlenberg do 8.º Regimento da Virgínia sobre qual dos dois receberia o comando das tropas de Lee na Virgínia e na Carolina do Norte enquanto o general comandante viajava à frente de sua tropa. Esta disputa foi resolvida apenas quando um tribunal militar de inquérito concedeu a Muhlenberg o comando temporário depois que Sumner não compareceu para defender seu caso. Em 18 de agosto de 1776, o 3.º Regimento de Sumner chegou a Savannah, na Geórgia, onde se juntou a Lee, que havia chegado no início do mês. A invasão planejada da Flórida não se concretizou, e Sumner deixou seu regimento em Savannah em setembro de 1776 para recrutar mais soldados da Carolina do Norte.

### Campanha da Filadélfia e Vale Forge
No início de 1777, Sumner retomou o comando do 3.º regimento da Carolina do Norte e marchou com a unidade para o norte para servir sob o comando de George Washington na campanha da Filadélfia. Em meados de 1777, ele permaneceu acampado com a parte principal do Exército Continental na cidade de Morristown, em Nova Jérsei. Sumner e sua tropa treinavam regularmente, e tinham seus suprimentos e armas inspecionados e consertados, embora muitos dos norte-carolinenses tivessem mosquetes tão ruins que uma grande quantidade foi descartada. Sumner e seu regimento lutaram nas batalhas de Brandywine e Germantown, e passaram o inverno de 1777 a 1778 em Vale Forge com o exército de Washington.
Após a morte do general Francis Nash em Germantown, os regimentos de sua brigada da Carolina do Norte ficaram sem um general comandante. Os generais Alexander McDougall, de Nova Iorque, e Lachlan McIntosh, da Geórgia, foram nomeados em sucessão ao comando temporário dos norte-carolinianos enquanto estavam nos quartéis de inverno. Muitos oficiais da Carolina do Norte acreditavam que o estado merecia a escolha de dois generais de brigada adicionais com base no número de soldados fornecidos ao Exército Continental. Em Vale Forge, a brigada da Carolina do Norte tinha uma força total de 1 051, mas 353 estavam doentes e 164 não tinham roupas suficientes para o serviço militar. O próprio Sumner ficou doente no início de 1778 e foi obrigado a voltar para casa para se recuperar; no entanto, continuou a recrutar soldados na Carolina do Norte durante sua recuperação. Apesar de seus esforços de recrutamento, em fevereiro de 1778, os batalhões da Carolina do Norte foram consolidados devido à falta de soldados disponíveis, e o 3.º Regimento de Sumner absorveu o 5.º Regimento da Carolina do Norte.

### Escolha de cargo e campanha nas Carolinas do Norte e Sul
Embora a Carolina do Norte acreditasse que o aumento dos cargos de oficial-general fosse importante, os conflitos entre os membros da Assembleia Geral da Carolina do Norte sobre quem deveria ser considerado para estas funções impediram tais escolhas. Thomas Burke, um dos principais delegados da Carolina do Norte ao Congresso Continental, aparentemente não se interessou por nenhum dos candidatos sugeridos. Para complicar ainda mais as coisas, Alexander Martin, outro nome dos principais candidatos ao cargo de oficial general, renunciou depois que acusações de covardia foram feitas contra ele e não era mais visto como um candidato adequado. A Assembleia Geral adiou a discussão de possíveis generais substitutos por mais de um mês após a convocação em 7 de novembro de 1777. Em 15 de dezembro, a Assembleia Geral da Carolina do Norte instruiu seus representantes no Segundo Congresso Continental a escolher Sumner para ocupar o posto de general. Mas só foi em 9 de janeiro de 1779 que o Congresso Continental comissionou Sumner como brigadeiro-general (junto com o companheiro da Carolina do Norte James Hogun), e ordenou que ele se juntasse ao general Benjamin Lincoln na Carolina do Sul. Sumner recebeu o maior número de votos no Congresso, treze, contra nove de Hogun e quatro de Thomas Clark.
Em 20 de junho de 1779, Sumner liderou uma brigada do Exército Continental na Batalha de Stono Ferry, atacando o flanco direito britânico e derrotando os soldados do Regimento Hessiano von Trümbach. Os Continentais e a milícia Patriota começaram a ficar sem munição durante a batalha, e Lincoln foi obrigado a ordenar uma retirada geral. Pelo menos sete oficiais continentais sob o comando de Sumner ficaram feridos, e o irmão do futuro presidente dos Estados Unidos, Andrew Jackson, Hugh, estava entre os dez norte-carolinianos mortos. Após o envolvimento em Stono Ferry, Sumner passou por um outro problema de saúde. Ele voltou para a Carolina do Norte para se recuperar, continuando a recrutar tropas durante sua convalescença. Ele sofreu financeiramente durante sua recuperação, pois uma crise monetária na época deixou muitos oficiais em sua posição mal conseguindo se sustentar em casa. Ele também foi encarregado por Lincoln de encontrar desertores na Carolina do Norte e pressioná-los de volta ao serviço militar. Sumner estava de licença em setembro e outubro de 1779, durante a derrota dos Patriotas no cerco de Savannah.

### Comando da milícia
Entre o cerco de Charleston em maio de 1780 e a Batalha de Camden em agosto daquele ano, a North Carolina Line (uma estrutura organizacional frouxa que englobava todas as unidades do Exército Continental da Carolina do Norte) foi virtualmente aniquilada, sofrendo baixas substanciais e a perda de muitos homens como prisioneiros de guerra. Durante pelo menos parte do tempo intermediário, Sumner estava na Carolina do Norte em uma missão de recrutamento. Em vez de reconstruir a Line, a Assembleia Geral da Carolina do Norte decidiu confiar na milícia para a defesa do estado. Em setembro de 1780, Sumner foi temporariamente transferido para o comando da Brigada Distrital de Hillsborough, sob a liderança estadual de Richard Caswell. Como comandante de uma brigada da milícia da Carolina do Norte, Sumner foi encarregado de defender o estado dos avanços do general britânico Charles Cornwallis, mas os milicianos estavam mal equipados e treinados.
No final de 1780, o Conselho de Guerra da Carolina do Norte exonerou Caswell do Comando da milícia da Carolina do Norte, e a Assembleia Geral concedeu o comando da milícia ao General de Brigada do Exército Continental, William Smallwood, de Maryland, citando a falta de confiança da Assembleia nos comandantes militares de seu próprio estado. Sumner ficou ainda mais ofendido quando o comando do número cada vez menor de Continentais da North Carolina, no Teatro do Sul, foi entregue também a Smallwood. Apesar da insistência persistente de Alexander Martin e outros, Sumner renunciou ao comando da milícia em outubro de 1780 e voltou ao serviço continental. Uma reação política de comandantes notáveis da milícia, como Caswell e Martin, e de seus apoiadores, levou à abolição do Conselho de Guerra pela Assembleia Geral logo após a renúncia de Sumner, e Caswell em particular voltou ao poder no órgão substituto do Conselho, o "Conselho Extraordinário".

### Retorno ao Exército Continental

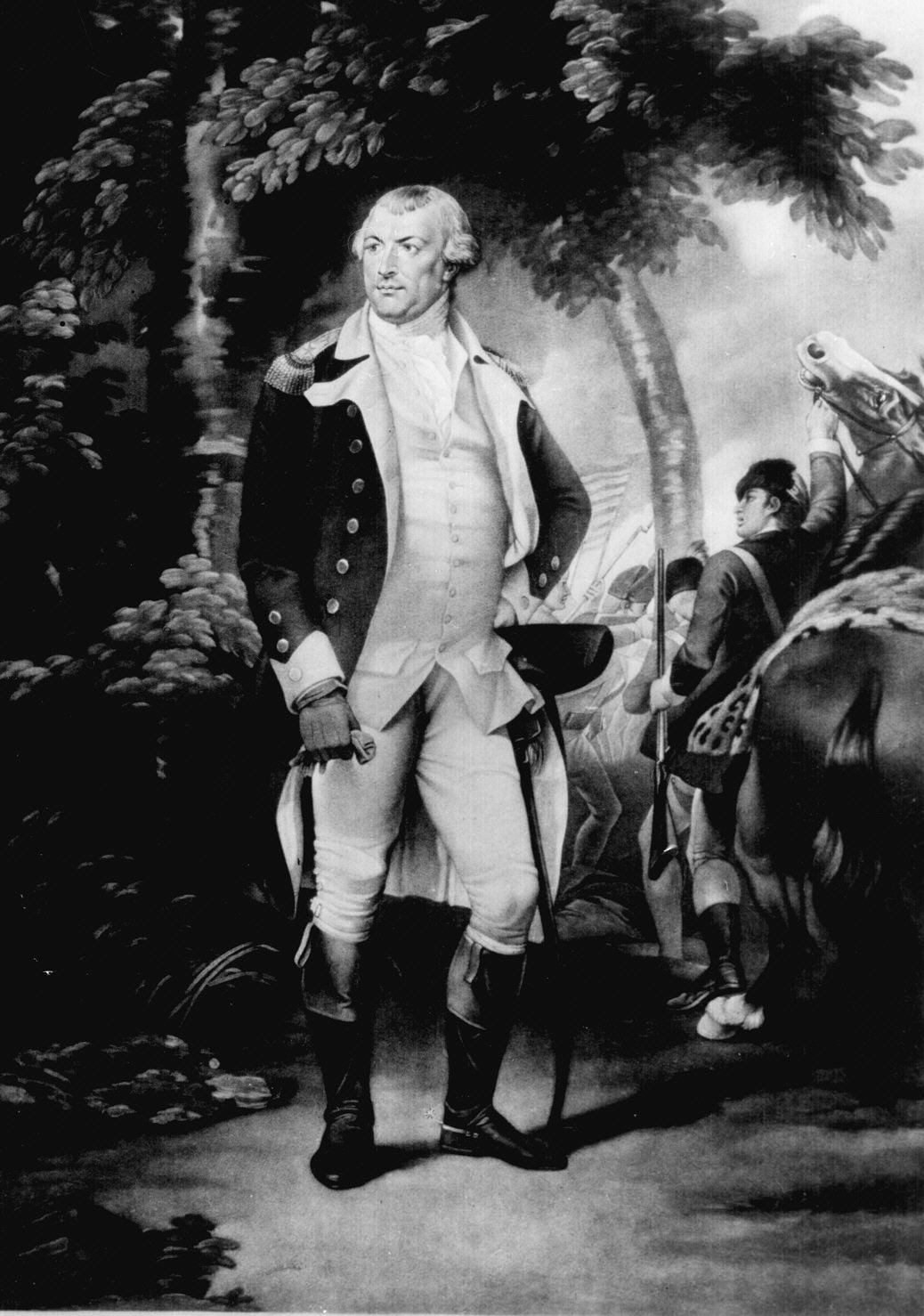
General Nathanael Greene, sob o qual Sumner serviu a partir de 1780

Em seguida, Sumner serviu sob o comando do general Nathanael Greene, que chegou ao Teatro do Sul em dezembro de 1780 e instruiu Sumner a recrutar mais soldados continentais da Carolina do Norte. Em 2 de junho de 1781, Greene ordenou que Sumner se juntasse a ele na Carolina do Sul, o que ele fez junto com 350 novos recrutas em 1º de agosto. Apesar da aprovação de uma lei de conscrição na Carolina do Norte, o número de homens sob seu comando flutuava dia a dia por causa de deserções temporárias e permanentes. Essas deserções acabaram gerando seu pedido de desculpas pessoal a Greene, pois Sumner se sentia incapaz de controlar o fluxo de soldados no acampamento. Em 8 de setembro, seus regimentos foram posicionados no flanco direito do Exército Continental na Batalha de Eutaw Springs, na qual suas unidades desempenharam um papel vital na interrupção de vários ataques britânicos, especialmente através de uma carga de baionetas ordenada por Sumner. Greene comentou sobre as ações dos norte-carolinianos em Eutaw Springs, afirmando que eles "lutaram com um grau de obstinação que honraria o melhor dos veteranos".
Após seu sucesso em Eutaw Springs, Sumner foi nomeado comandante das forças do Exército Continental na Carolina do Norte por Greene em 1781. Greene queria principalmente que ele recuperasse o controle da situação militar no estado, já que o então governador e ex-delegado do Congresso Continental, Thomas Burke, havia sido capturado pelo lealista David Fanning num impressionante ataque à luz do dia em Hillsborough, na Carolina do Norte, em 12 de setembro de 1781. O combate entre os exércitos britânico e continental efetivamente cessou no final de 1781. Depois desse ponto, Sumner deixou de fazer qualquer relatório a Greene, que permaneceu seu comandante, por vários meses seguidos, em parte por causa de seus surtos recorrentes de doença.

## Últimos anos de vida e legado

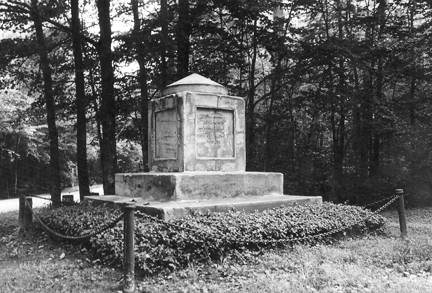
O Jethro Sumner Monument, no Guilford Courthouse National Military Park, onde Sumner foi reenterrado em 1891

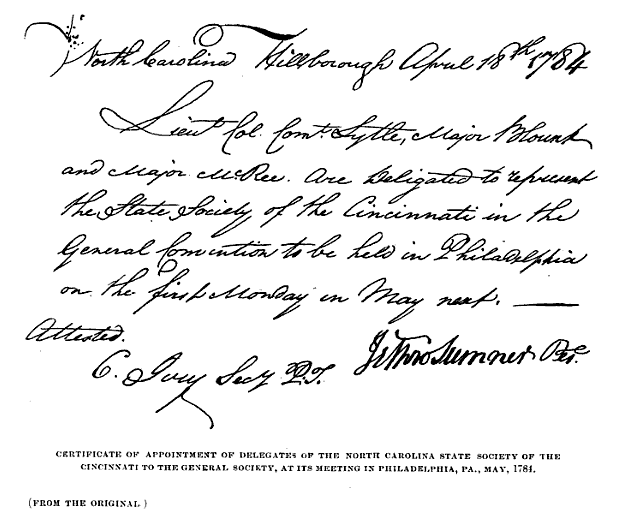
Uma carta assinada por Sumner, nomeando delegados da Sociedade da Carolina do Norte de Cincinnati. para um Encontro Nacional em maio de 1784

Após o fim da guerra em 1783, Sumner voltou ao condado de Bute, que havia sido renomeado como condado de Warren em homenagem a Joseph Warren, o herói da Batalha de Bunker Hill. Aparentemente a esposa de Sumner morreu em algum momento entre 1781 e 1785. Por seu serviço militar no Exército Continental, ele recebeu uma autorização de terras em 23 de outubro de 1783, que representava uma compensação por 84 meses de serviço. Sumner ajudou a criar o capítulo da Carolina do Norte da Sociedade de Cincinnati, uma organização de veteranos da guerra, em outubro de 1783, e serviu como seu primeiro presidente.
Sumner morreu no condado de Warren em 18 de março de 1785, aos 52 anos. Em sua morte, ele possuía 20,000 acres (8,094 ha) de terras nos estados da Carolina do Norte e Tennessee (muitos dos quais neste último faziam parte da garantia de terras do Exército Continental que ele recebeu), bem como 35 escravos. Ele foi originalmente enterrado 8 mi (13 km) fora de Warrenton, mas em 1891 seus restos mortais foram transferidos para Guilford Courthouse Battlefield, onde foram enterrados sob um monumento destinado a fazer parte de um "santuário para patriotas". Em março de 2012, um motorista atingiu o monumento de Sumner depois de sair da estrada para evitar bater em um cervo, quase destruindo a estrutura de pedra. O monumento foi restaurado em maio de 2012 e Sumner foi enterrado novamente em uma cerimônia pública. O Condado de Sumner, em Tennessee, originalmente na parte oeste da Carolina do Norte, foi nomeado em sua homenagem, embora Sumner nunca tenha visitado o condado.